# Honey, I Shrunk the Kids: The TV Show
Honey, I Shrunk the Kids: The TV Show (Brasil: Querida, Encolhi as Crianças / Portugal: Querida, Encolhi os Miúdos) foi uma sitcom de aventura, comédia e ficção científica.
A série gira em torno do dia-a-dia de um distraído cientista chamado Wayne Szalinski, junto a sua família, composta por sua esposa Diane e seus dois filhos, Nick e Amy. Apesar das boas intenções de Wayne, que constrói uma variedade de invenções, inclusive uma denominada como “Shrink-Ray” (Raio Encolhedor), que faz com que periodicamente a sua esposa, seus filhos e os amigos deles fiquem em tamanho minúsculo, gerando então um drama familiar de encrencas muito engraçadas. A série tem início quando a família Szalinski se muda para Matheson, no Colorado. A cada episódio são impostas novas tecnologias e efeitos digitais para caracterizar a família em variadas aventuras.
O seriado foi criado por Ed Ferrara e Kevin Murphy, produzido pela Disney e considerado como uma versão televisiva do filme de mesmo nome e suas sequências, interpretado no cinema por Rick Moranis.
Foi filmado em Calgary, Alberta, em seus estúdios principais localizados em Currie Barracks. O seriado foi apresentado originalmente nos Estados Unidos para Syndication, entre 27 de setembro de 1997 a 20 de maio de 2000, com um total de 66 episódios de aproximadamente 48 minutos cada, em três temporadas. Depois foi movido para o Disney Channel onde foi exibido durante o ano de 2004 e no Brasil através do SBT, durante a mesma época, com o título de Querida, Encolhi as Crianças, após o Séries Premiadas.

## Personagens
A família Szalinski são os personagens principais, caracterizados como nos filmes. Wayne Szalinski (Peter Scolari) o protagonista do show, é o marido de Diane e pai de Amy e Nick. O bem-intencionado Wayne constrói uma variedade de invenções, incluindo o "Neuron Nudger" e "Brainiactivator", entre outros, que muitas vezes criam situações difíceis para sua família. Sua esposa, Diane Szalinski (Barbara Alyn Woods) é um advogada. Diane suporta Wayne e é muito amorosa, mas se cansa de suas travessuras. A família tem um cão chamado Quark.
Amy Szalinski (Hillary Tuck) é a filha mais velha de Wayne e Diane. Ela exibe a angústia adolescente normal, mas ama a sua família. Seu irmão mais novo, Nick (Thomas Dekker), é muito parecido com Wayne e também gosta de coisas científicas. No entanto, ao contrário de seu pai, ele acredita e tem um amplo conhecimento do sobrenatural. Ele e Amy brigam como a maioria dos irmãos, mas geralmente se dão muito bem e socorrem um ao outro quando estão em apuros.
A série começa com a mudança da família Szalinski para Matheson, Colorado. Ao lado dos Szalinskis habitam os McKennas. Jake McKenna (George Buza) é chefe da força policial. Ele geralmente é pego com os percalços da família Szalinski. Seu filho mais novo, Joel, é um dos amigos de Nick. Seu filho mais velho, Jack, tem um interesse amoroso em Amy.

## História
Honey, I Shrunk the Kids é uma série de televisão lançada em setembro de 1997, logo após o último filme em sua trilogia homônima, Honey, We Shrunk Ourselves, que foi lançado diretamente em vídeo. O foco do sitcom é na família Szalinski como no primeiro filme, onde Wayne e Diane Szalinski vivem e criam seus filhos Amy e Nick. O terceiro filho do casal, Adam Szalinski, que foi introduzido em Honey, I Blew Up the Kid, nunca foi mencionado na série, não era claro se a série ocorreu antes dele nascer até o penúltimo episódio, em que Diane anunciou que estava grávida, indicando que o show ocorreu entre o primeiro filme e a continuação.
A estrela da franquia de filmes, Rick Moranis, é mencionado brevemente em um episódio, onde Amy diz a Wayne que os dois são parecidos. No entanto, Wayne não tem ideia de quem é Rick Moranis.
Depois da primeira temporada, os escritores Ed Ferrara e Kevin Murphy deixaram o show. Ed Naha, um dos criadores do filme original, veio a bordo tanto como escritor principal e co-produtor executivo para as duas últimas temporadas. A segunda temporada também teve Stuart Gordon, outro dos criadores e produtor do filme original, ele dirigiu o episódio "Honey, Let's Trick or Treat".
A terceira temporada teve uma queda vertiginosa na classificação e a Disney anunciou que estava terminando a produção depois de três temporadas. Os episódio final da série, "Honey, I Shrink, Therefore I Am", foi ao ar em 20 de maio de 2000.

## Elenco

### Principais
| Ator               | Personagem      | Anos      | Episódios |
| ------------------ | --------------- | --------- | --------- |
| Peter Scolari      | Wayne Szalinski | 1997-2000 | 66        |
| Barbara Alyn Woods | Diane Szalinski | 1997-2000 | 66        |
| Hillary Tuck       | Amy Szalinski   | 1997-2000 | 66        |
| Thomas Dekker      | Nick Szalinski  | 1997-2000 | 65        |

### Secundários e recorrentes
| Ator                 | Personagem                            | Anos      | Episódios |
| -------------------- | ------------------------------------- | --------- | --------- |
| George Buza          | Chefe Jake McKenna                    | 1998-2000 | 30        |
| Bruce Jarchow        | H. Gordon Jennings / Amy Szalinski    | 1998-2000 | 18        |
| Andrew T. Grant      | Joel McKenna                          | 1998-2000 | 13        |
| Hilary Alexander     | Ms. Elders                            | 1998–1999 | 11        |
| Cathy Trien          | Ms. Trudi                             | 1998-2000 | 10        |
| Keith Arbuthnot      | Vários                                | 1998-2000 | 10        |
| David Lereaney       | Mr. Patterson / Locutor de Luta Livre | 1997-1998 | 10        |
| Vanessa King         | Danielle                              | 1997-1999 | 07        |
| Lorette Clow         | Margaret                              | 1998-1999 | 06        |
| John Stewart         | Vários                                | 1997-1999 | 06        |
| Mark Hildreth        | Jack McKenna                          | 1998-2000 | 05        |
| Christine Willes     | Sra Gotteramerding                    | 1998-1999 | 05        |
| Wilson Wong          | Myron                                 | 1999-2000 | 05        |
| Miranda Frigon       | Veronica                              | 1997-1999 | 05        |
| Jewel Staite         | Tiara Vanhorn                         | 1997-1999 | 05        |
| Thierry P. Nihill    | Russell                               | 1997-1998 | 04        |
| Lenard Stanga        | Vários                                | 1997-1998 | 04        |
| Doug MacLeod         | Dan                                   | 1997-1999 | 04        |
| Chris Kramer         | Hood / Todd / Dylan                   | 1997-2000 | 03        |
| John Michael Higgins | Ar'nox                                | 1997-1998 | 03        |
| Valarie Pettifor     | Bianca Fleischer                      | 1997      | 02        |
| Jesse Moss           | Howard Phillips                       | 1997      | 01        |
| Waldo Song           | Xavier                                | 1997      | 01        |

## Prêmios e indicações
Daytime Emmy Awards
- 2001 - Marcante Mixagem de Som - Clancy Livingston, Dean Okrand, Bill Thiederman e Mike Brooks. (Venceu)
- 2000 - Marcante Mixagem de Som - Bill Thiederman, Dean Okrand, Mike Brooks e Clancy Livingston. (Venceu) - Empatado com Bill Nye the Science Guy e Bear in the Big Blue House.
- 1999 - Marcante Edição de Som - Christopher Harvengt, Kim Naves, James A. Williams, Jason W. Jennings e Tiffany S. Griffith. (Indicado)